# Oedaleus australis
Oedaleus australis är en insektsart som beskrevs av Henri Saussure 1888. Oedaleus australis ingår i släktet Oedaleus och familjen gräshoppor. Inga underarter finns listade i Catalogue of Life.